# Стайнер, Джордж
Джордж Стайнер (англ. Francis George Steiner; 23 апреля 1929, Париж — 3 февраля 2020, Кембридж, Англия) — французский и американский литературный критик, прозаик, литературовед, теоретик культуры. Профессор Женевского университета (эмерит).

## Биография
Родители — австрийские евреи. Родился и учился в Париже (из многих своих еврейских одноклассников в лицее он был из них одним из двух, пережившим Холокост), а с 1940 года, когда семья переехала в США, Нью-Йорк — во французском лицее на Манхэттене. Полиглот, с детства говорил на немецком, французском, английском языках. С 1944 года гражданин США. Закончил Чикагский университет (бакалавр BA), диссертации защищал в Гарварде (MA) и оксфордском Баллиол-колледже (DPhil), в последнем был Родсовским стипендиатом (1950). В 1952—1958 гг. преподавал в колледже Уильямса в Массачусетсе. В 1952—1956 гг. входил в редколлегию лондонского журнала «The Economist». Преподавал в Принстоне, Инсбруке, Кембриджском университете, в 1974—1994 гг. — в Женевском университете, где и вышел в отставку.
Постоянный автор журналов «The New Yorker», «The Guardian», литературного приложения к Таймс.
Женат с 1955 года, сын и дочь.
Специалист по сравнительному литературоведению, однако область его занятий значительно шире — от философии языка и теории перевода, Библии и Гомера до актуальной литературной и художественной критики. Его называют полиглотом и эрудитом.
Почётный член Американской академии искусств и наук (1989), FBA, FRSL. Почётный фелло Баллиол-колледжа. Кавалер ордена Почётного легиона (1984) и др. Почётный доктор многих университетов Европы и США.
Ему присуждены премия О. Генри за рассказ (1959), премия Трумана Капоте за жизнь в литературе (1999), премия принца Астурийского за вклад в гуманитарные науки (2001), премия Людвига Бёрне (2003), международная премия Альфонсо Рейеса (2007).
Стайнеру принадлежат также несколько книг стихотворений, три сборника новелл, повесть о событиях Холокоста «Переправа А. Г. в Сан-Кристобаль» (1979), автобиография «Перечень опечаток» (1997).
Книги его переведены на китайский и на большинство европейских языков.

## Научные взгляды
В работе «После Вавилонского смешения» Стайнер полемизирует с Ноамом Хомским и его теорией порождающих грамматик. Стайнер скептически оценивал возможность создания единой теории языка и, в частности, общей теории перевода. Главная идея работы «После Вавилонского смешения» состоит в том, что абсолютно любой коммуникативный акт является переводом, даже если его осуществляют носители одного языка. Когда мы читаем тексты, написанные в прежние эпохи, например, Шекспира — это тоже перевод. Обсуждая роль перевода и его возможность как таковую, Стайнер использует герменевтический подход. Идеальный перевод, по его мнению, — это очень редкая удача, однако труд переводчиков необходим. Он обогащает как принимающую культуру, так и позволяет прояснить изначальный смысл, заложенный в переводимом произведении. Оценивая историю западной культуры в целом, Стайнер утверждает, что её развитие в существенной своей части было обусловлено переводом. В качестве примера он приводит источники вдохновения для Шекспира ― переводы Плутарха и Монтеня. Ответ на вопрос, почему существует так много разных языков, по мнению Стайнера, нельзя получить по данным современной науки. Тем более что дарвиновский подход здесь не дает удовлетворительных результатов, поскольку многообразие языков, наоборот, мешает адаптации человеческого вида. Стайнер выдвигает гипотезу о том, что отдельный язык способствует закреплению «инаковости» отдельной человеческой общности. Язык же помогает человеку выжить в другом смысле. Благодаря грамматической конструкции будущего времени, он позволяет человеку понизить уровень тревоги от сознания своей конечности.

## Избранные труды
- Tolstoy or Dostoevsky: An Essay in Contrast (1960)
- The Death of Tragedy (1961)
- Anno Domini: Three Stories (1964)
- Language and Silence: Essays 1958—1966 (1967)
- In Bluebeard’s Castle: Some Notes Towards the Redefinition of Culture (1971)
- Extraterritorial: Papers on Literature and the Language Revolution (1972)
- After Babel: Aspects of Language and Translation (1975)
- Why English? (1975)
- Heidegger (1978)
- On Difficulty and Other Essays (1978)
- The Portage to San Cristobal of A.H. (1981)
- Antigones (1984)
- George Steiner: A Reader (1984)
- A Reading Against Shakespeare (1986)
- Real Presences: Is There Anything in What We Say? (1989)
- Proofs and Three Parables (1992)
- What is Comparative Literature? (1995)
- No Passion Spent: Essays 1978—1996 (1996)
- The Deeps of the Sea, and Other Fiction (1996)
- Errata: An Examined Life (1997) — мемуары
- Grammars of Creation (2001) — основана на его Гиффордовской лекции 1990 года[8]
- Lessons of the Masters (2003)
- Nostalgia for the Absolute (2004)
- My Unwritten Books (2008)
- George Steiner at The New Yorker (2008)

### Публикации на русском языке
- Транспортировка господина Адольфа Г. в город Сан-Кристобаль: Повесть / Сокр. пер. с англ. С. Шаргородского // Окончательное решение / Сост. Р. Нудельман. — Тель-Авив: Фонд культуры и просвещения, 1990. — С. 13-99.
- Тигры в зеркале [о Х. Л. Борхесе] // Иностранная литература, 1995, № 1, с. 211—216.
- [О Вл. Набокове] // Классик без ретуши. Литературный мир о творчестве Владимира Набокова: Критические отзывы, эссе, пародии. М.: Новое литературное обозрение, 2000 (по Указателю)
- Джордж Стайнер. Великая Ennui. magazines.gorky.media. Дата обращения: 27 июля 2025.
- Культура: цена, которую вы платите// Керни З. Диалоги о Европе. М.: Весь мир, 2002, с. 97-107.
- Толстой и Достоевский: противостояние / Пер. с англ. Г. Л. Григорьева, Е. М. Эфрос. — М.: ACT, 2019. — 336 с. — (Юбилеи великих и знаменитых). — ISBN 978-5-17-104873-0.
- После Вавилонского смешения. Вопросы языка и перевода / Пер. с англ. В. Фролова. — М.: МНЦМО, 2020. — 645 с. — ISBN 978-5-4439-1466-4.